# Эркен-Юрт
Эрке́н-Юрт (ног. Эркин-Юрт) — аул в Ногайском районе Карачаево-Черкесской Республики.
Административный центр муниципального образования Эркен-Юртское сельское поселение.

## География
Аул Эркен-Юрт расположен на левом берегу реки Кубани, в северной части Ногайского района. Находится в 12 км к северу от районного центра Эркен-Шахар, в 33 км к северо-западу от Черкесска и в 24 км к югу города Невинномысска. К востоку от аула проходит административная граница республики со Ставропольским краем.
Граничит с землями населённых пунктов: Эркен-Халк на юге, Апсуа на западе и Евсеевский на севере. К юго-востоку от аула на противоположном берегу реки Кубань расположена станица Беломечётская.
Населённый пункт расположен в равнинной зоне республики. Рельеф местности преимущественно холмистый на западе и более ровный в пойме реки Кубань. Средние высоты на территории аула составляют 382 метра над уровнем моря.
Через аул проходит железнодорожное полотно. Поезд следует от станции Невинномысская до Черкесска. В ауле расположена станция Ураковская, поезд останавливается на остановках Ураковская и Эркен-Юрт. В качестве пригородного транспорта курсируют маршрутные такси. К западу от аула проходит федеральная автотрасса Р-217.
Климат влажный умеренно-тёплый. Вегетационный период длится 140—150 дней. Среднегодовая температура составляет около от +9°С. Средние температуры января составляют −4°С; зимы умеренные, снежные. Снежный покров держится около 3 месяцев. Лето умеренно тёплое (средние температуры июля +22°С). Среднегодовое количество осадков составляет около 600 мм, максимум выпадает в период с апреля по июль.

## История
Аул основан князем Ураковым в 1858 году и первоначально назывался Ураковским.
В 1929 году постановлением Президиума ВЦИК аул Ураковский был переименован в Эркин-юрт.
В 2007 году аул включён в состав новообразованного Ногайского района республики.

## Население
| 2002 | 2010  | 2021  |
| ---- | ----- | ----- |
| 2009 | ↗2206 | ↗2305 |

Национальный состав
По данным Всероссийской переписи населения 2010 года:
| Народ   | Численность, чел. | Доля от всего населения, % |
| ------- | ----------------- | -------------------------- |
| ногайцы | 1904              | 86,3 %                     |
| русские | 176               | 8,0 %                      |
| татары  | 24                | 1,1 %                      |
| другие  | 102               | 4,6 %                      |
| всего   | 2206              | 100 %                      |

## Социальная сфера
В ауле имеются средняя общеобразовательная школа, детская музыкальная школа и два детских сада. В 2008 году в ауле открылся спортивный зал для занятия борьбой.

## Экономика
В ауле Эркен-Юрт находится ООО «Ураковский кирпичный завод», на данный момент не функционирующий.

## Известные уроженцы
- Капаев Иса Суюнович — ногайский писатель.
- Капаев Суюн Имамалиевич — ногайский писатель и поэт.